# سحلية دودية مرتنسية
سحلية دودية مرتنسية أو سحدودة مرتنسية (الاسم العلمي: Amphisbaena mertensii) هي نوع من الزواحف يتبع جنس السحلية الدودية من الفصيلة السحالي الدودية.